# Чемпионат мира по лёгкой атлетике 2019 — спортивная ходьба на 20 километров (женщины)
Соревнования по ходьбе на 20 километров у женщин на чемпионате мира по лёгкой атлетике 2019 года прошли 29 сентября в Дохе (Катар). Круговая трасса длиной 1 км была проложена по набережной Корниш.
С целью минимизации рисков здоровью спортсменов, связанных с высокой температурой и влажностью воздуха, организаторы приняли решение сделать старт марафонов и спортивной ходьбы в полночь.
Действующей чемпионкой мира в ходьбе на 20 километров являлась Ян Цзяюй из Китая.
Лидер мирового сезона и обладательница лучшего результата в истории (1:23.39, 2018 год) Елена Лашманова не имела права выступать на чемпионате мира в связи с отстранением российских легкоатлетов от международных стартов из-за допингового скандала. Индивидуальный допуск от международной федерации для выступления в качестве нейтрального атлета у Лашмановой также отсутствовал.

## Медалисты
| Золото       | Серебро            | Бронза          |
| Лю Хун Китай | Цеян Шэньцзе Китай | Ян Люцзин Китай |

## Рекорды
До начала соревнований действующими были следующие рекорды.
| Мировой рекорд                 | Лю Хун Китай             | 1:24.38 | Ла-Корунья, Испания  | 6 июня 2015     |
| Рекорд чемпионатов мира        | Олимпиада Иванова Россия | 1:25.41 | Хельсинки, Финляндия | 7 августа 2005  |
| Лучший результат сезона в мире | Елена Лашманова Россия   | 1:24.31 | Сочи, Россия         | 18 февраля 2019 |

## Отбор на чемпионат мира
Отборочный норматив — 1:33.30. Для участия в чемпионате мира спортсменки должны были выполнить его в период с 7 марта 2018 года по 6 сентября 2019 года. Плановое количество участников, установленное ИААФ в этом виде — 60.
Специальное приглашение (wild card) вне национальной квоты получили:
- Ян Цзяюй — как действующая чемпионка мира
- Цеян Шэньцзе — как текущий лидер общего зачёта IAAF Race Walking Challenge 2019 года

Обе спортсменки представляли Китай, поэтому национальная федерация имела возможность заявить только одну из них вне национальной квоты (3 человека).

## Расписание
| Дата             | Время | Раунд соревнований |
| ---------------- | ----- | ------------------ |
| 29 сентября 2019 | 23:59 | Финал              |

Время местное (UTC+3:00)

## Результаты
Обозначения: WR — Мировой рекорд | AR — Рекорд континента | CR — Рекорд чемпионатов мира | NR — Национальный рекорд | WL — Лучший результат сезона в мире | PB — Личный рекорд | SB — Лучший результат в сезоне | DNS — Не стартовала | DNF — Не финишировала | DQ — Дисквалифицирована

Старт заходу на 20 километров был дан 29 сентября в 23:59 по местному времени. На дистанцию отправились 45 спортсменок из 31 страны.
Как и в ранее проведённых женском марафоне и ходьбе на 50 км, участницы столкнулись с тяжёлыми погодными условиями. Несмотря на позднее начало соревнований, температура воздуха составляла 31 градус тепла при относительной влажности воздуха 75 процентов.
Первая половина дистанции прошла в спокойном, ровном темпе. Многочисленная группа из 20 спортсменок, находившаяся во главе захода, начала немного редеть лишь после 8-го км. На середине пути квартет участниц из Китая увеличил скорость, поддержать их отрыв смогли Эрика де Сена из Бразилии и Сандра Аренас из Колумбии. Первой из борьбы за медали выбыла Аренас, отпустившая лидеров за 5 км до финиша. Стараниями лидирующих китаянок темп продолжал увеличиваться, и вскоре от них начала отставать и де Сена. Призрачный шанс на медали она вновь получила, когда за 2 км до финиша действующую чемпионку мира Ян Цзяюй дисквалифицировали за нарушения в технике ходьбы. Однако её соотечественниц уже было не достать. Заключительные километры в исполнении лидеров оказались самыми быстрыми во всём заходе. Лучшей в длинном финишном ускорении стала Лю Хун, второе место заняла Цеян Шэньцзе, третье — Ян Люцзин. Как и на предыдущем чемпионате мира, Эрика де Сена осталась на четвёртом месте, а Сандра Аренас — на пятом.
Лю Хун в третий раз в карьере стала чемпионкой мира и утвердилась в статусе самой титулованной спортсменки в истории женской спортивной ходьбы. Помимо трёх золотых медалей мировых первенств на её счету было ещё две серебряных, а также победа на Олимпийских играх 2016 года. При этом предыдущий чемпионат мира Лю пропустила в связи с беременностью.
Китай стал первой страной в истории чемпионатов мира, чьи спортсменки заняли все три призовых места в женской спортивной ходьбе. На чемпионате мира 2019 года эта дисциплина оказалась единственной, где на пьедестале стояли представители одной команды.
| Место | Спортсмен            | Гражданство       | Результат | Примечания |
| ----- | -------------------- | ----------------- | --------- | ---------- |
| 1     | Лю Хун               | Китай             | 1:32.53   |            |
| 2     | Цеян Шэньцзе         | Китай             | 1:33.10   |            |
| 3     | Ян Люцзин            | Китай             | 1:33.17   |            |
| 4     | Эрика де Сена        | Бразилия          | 1:33.36   |            |
| 5     | Сандра Аренас        | Колумбия          | 1:34.16   |            |
| 6     | Кумико Окада         | Япония            | 1:34.36   |            |
| 7     | Нанако Фудзии        | Япония            | 1:34.50   |            |
| 8     | Мария Перес          | Испания           | 1:35.43   |            |
| 9     | Ана Кабесинья        | Португалия        | 1:36.31   |            |
| 10    | Джемима Монтаг       | Австралия         | 1:36.54   |            |
| 11    | Саския Файге         | Германия          | 1:37.14   |            |
| 12    | Мирна Ортис          | Гватемала         | 1:37.32   |            |
| 13    | Антонелла Пальмизано | Италия            | 1:37.36   | SB         |
| 14    | Дарья Полуэктова     | Беларусь          | 1:37.42   |            |
| 15    | Ракель Гонсалес      | Испания           | 1:38.02   |            |
| 16    | Йехуалейе Белетев    | Эфиопия           | 1:38.11   |            |
| 17    | Валентина Траплетти  | Италия            | 1:38.22   |            |
| 18    | Карла Харамильо      | Эквадор           | 1:38.26   |            |
| 19    | Анежка Драготова     | Чехия             | 1:38.29   |            |
| 20    | Надежда Боровская    | Украина           | 1:38.35   | SB         |
| 21    | Катажина Здзебло     | Польша            | 1:38.44   |            |
| 22    | Антигони Дрисбиоти   | Греция            | 1:38.56   |            |
| 23    | Живиле Вайцюкевичюте | Литва             | 1:39.26   |            |
| 24    | Мерьем Бекмез        | Турция            | 1:39.36   |            |
| 25    | Гленда Морехон       | Эквадор           | 1:39.38   |            |
| 26    | Грейс Нджуэ          | Кения             | 1:39.58   |            |
| 27    | Алана Барбер         | Новая Зеландия    | 1:40.59   |            |
| 28    | Анхела Кастро        | Боливия           | 1:41.15   |            |
| 29    | Инна Кашина          | Украина           | 1:41.44   |            |
| 30    | Чин Сю Нга           | Гонконг           | 1:42.55   |            |
| 31    | Яна Смердова         | Нейтральный атлет | 1:43.49   |            |
| 32    | Валерия Ортуньо      | Мексика           | 1:43.51   |            |
| 33    | Лаура Гарсия-Каро    | Испания           | 1:44.05   |            |
| 34    | Рейчел Симан         | Канада            | 1:45.40   |            |
| 35    | Мария Мичта-Коффи    | США               | 1:46.02   | SB         |
| 36    | Ноэлия Варгас        | Коста-Рика        | 1:46.30   |            |
| 37    | Илсе Герреро         | Мексика           | 1:46.32   |            |
| 38    | Майра Перес          | Гватемала         | 1:46.42   |            |
| 39    | Виктория Мадарас     | Венгрия           | 1:47.38   |            |
| 40 !  | Лейде Герра          | Перу              | DNF       |            |
| 40 !  | Вивиан Лира          | Бразилия          | DNF       |            |
| 40 !  | Шахинез Насри        | Тунис             | DNF       |            |
| 43 !  | Ян Цзяюй             | Китай             | DQ        |            |
| 43 !  | Айше Текдаль         | Турция            | DQ        |            |
| 43 !  | Кэти Хейуорд         | Австралия         | DQ        |            |